# Петар Ј. Живковић
Петар Ј. Живковић (Зајечар, јул 1847 — Београд, 23. септембар 1923) био је српски математичар, професор гимназије и Учитељске школе, дописни члан Српске краљевске академије.

## Биографија

### Школовање
Рођен је јула 1847. у Зајечару од оца Јована и мајке Цоце (по неким изворима Јоце). Четворогодишњу основну школу завршио је у Зајечару 1854-58, потом је у Неготину завршио полугимназију 1858-62. и у Крагујевцу још две године гимназије 1862-64. Тада је основна школа трајала четири године, а гимназијско школовање шест година. После тога уписао је 1864. године Технички факултет београдске Велике школе. Студије је завршио јуна 1867. и све време школовања показивао је интересовање за математику. У једној молби за добијање државне службе из 1872. наводи „... имао сам велику склоност за математичке науке, па сам зато ушао у технички факултет као једини где се математичке науке опширније изучавају...“.
У основној школи математику је учио по књизи „Кратка рачуница за основне србске школе“ (1852) коју је написао Филип Христић. У крагујевачкој вишој гимназији математику је учио по Мочниковим уџбеницима алгебре и геометрије. На факултету је користио уџбенике Емилијана Јосимовића. У току студија 1864-67. слушао је елементарну и вишу математику код Косте Алковића, механику код Емилијана Јосимовића, хемијску технологију код Михаила Рашковића, а природњачке предмете (ботанику, зоологију, геологију са минералогијом) код Јосифа Панчића.
По завршетку Техничког факултета Велике школе он 1867. одлази на студије у Швајцарску, на Политехничку школу у Цириху. Та школа је основана 1854. и на њој су касније студирали Алберт Ајнштајн и Милева Марић. У приближно исто време у Цириху је на Политехничкој школи и другим школама било више српских студената: Никола Пашић, Светозар Марковић, Пера Тодоровић, Петар Велимировић, Ђура Љочић, Владан Ђорђевић, Сима Лозанић и други. Док су се неки од њих у великој мери бавили политиком, Петар Живковић се политиком никада није озбиљно бавио.
На поменутој школи уписао је прво III одсек који је носио назив Механичко-техничка школа. Ту је је у првој години слушао и положио осам предмета са просечном оценом 4,5 (на скали до 6). Следеће 1868. је прешао на прву годину VI-A одељења које је обучавало наставнички кадар за математику, механику и физику и ту је „нашао себе“. Студије је завршио у јулу 1871. са просечном оценом 5,7 (од 6). За време школовања у Цириху није добио стипендију („благодејање“) српске владе и школовао се о трошку родитеља.

### Запослење
У Србију се вратио у јесен 1871. После неколико молби министру просвете Стојану Вељковићу добио је фебруара 1872. запослење - суплент Учитељаке школе у Крагујевцу, ту је радио до августа 1877. предајући математику, рачуницу и физичку географију. Од августа 1877. до октобра 1878. радио је у гимназијској реалци у Зајечару. За време првог српско-турског рата јун-октобар 1876. био је комесар инжењеријског батаљона Шумадијске дивизије, а за време другог децембар 1877. - фебруар 1878. био је управник војних складишта у Црноречком округу.
Од почетка новембра 1878. па до почетка шк. 1888/89. године радио је као професор у Београдској реалци где је предавао аритметику, алгебру, механику, физику и космографију. У том периоду је почео да објављује и радове из области математике, пре свега из геометрије. Први од радова се звао „Графичко представљање простог односа тачке у низу и зрака у прамену“, предат октобра 1880. а штампан у Гласнику Српског ученог друштва 1883, рад је имао 25 страна. Убрзо су уследила и још два рада која су штампана у истом часопису 1884. и 1885. итд. Библиографија Петра Ј. Живковића броји 19 јединица (радова, реферата, чланака).
Петар Ј. Живковић је на основу предлога који су децембра 1882. поднели Јосиф Панчић, Лазар Докић, Љубомир Клерић и Сима Лозанић изабран за редовног члана Српског ученог друштва почетком 1883.
Пред почетак школске 1888/89. Петар Ј. Живковић је постављен за директора и професора Ужичке реалке. Предавао је механику, физику и космографију. На том положају остао је до 1894. И даље је наставио да објављује радове и то је допринело да 25. јануара 1894. буде изабран за дописног члана Српске краљевске академије.
Почетком школске 1894/95. прелази у Ваљевску гимназију такође на положај директора. Прелазак је био на лични захтев. Ту је предавао аритметику, алгебру и геометрију. Ту га је затекло и пензионисање августа 1904. године. После тога и даље наставља активност у тек основаној Вишој женској школи у Ваљеву као њен управник. То је била приватна гимназија која је радила до 1912. када су укинуте приватне женске гимназије у Србији.

### Последње године
Последње године живота, од 1912. до смрти, провео је у Београду. Живео је у неповољним материјалним приликама и усамљен, добијајући скромну помоћ од Академије. Тада је поново после дуже паузе почео да објављује научне радове, последњи „Конполни и конполарни конични пресеци“ објављен је у Гласу Српске краљевске академије 1924. године на 77 страна.
Петар Ј. Живковић умро је у Београду 23. септембра 1923.